# Michel Evéquoz
Michel Evéquoz (ur. 8 listopada 1923 w Sionie, zm. 11 lipca 2015) – szwajcarski szermierz, brązowy medalista mistrzostw świata.
Podczas mistrzostw świata w Brukseli w 1953 roku Szwajcarzy w składzie: Jules Amez-Droz, Richard Amstad, Michel Evéquoz, Umberto Menegalli, Fernand Thiébaud i Mario Valota zdobyli brązowy medal w zawodach drużynowych. Był to jego jedyny medal wywalczony w zawodach tego cyklu.
Nigdy nie wziął udziału w igrzyskach olimpijskich.
Jego synowie: Guy i Jean-Blaise oraz wnuczka, Éléonore także byli szermierzami. Po zakończeniu kariery został trenerem.